# منصورآباد (فراشبند)
منصورآباد، روستای جزء بخش مرکزی شهرستان فراشبند از استان فارس می‌باشد و دارای 1200 نفر جمعیت می باشد و تمام اهالی این روستا از ایل ترک زبان قشقایی و طایفه صفی خانی و تیره ی گیجلو می باشد 

## جمعیت
این روستا دارای ۱۲۰۰ نفر جمعیت می‌باشد.

## نگارخانه

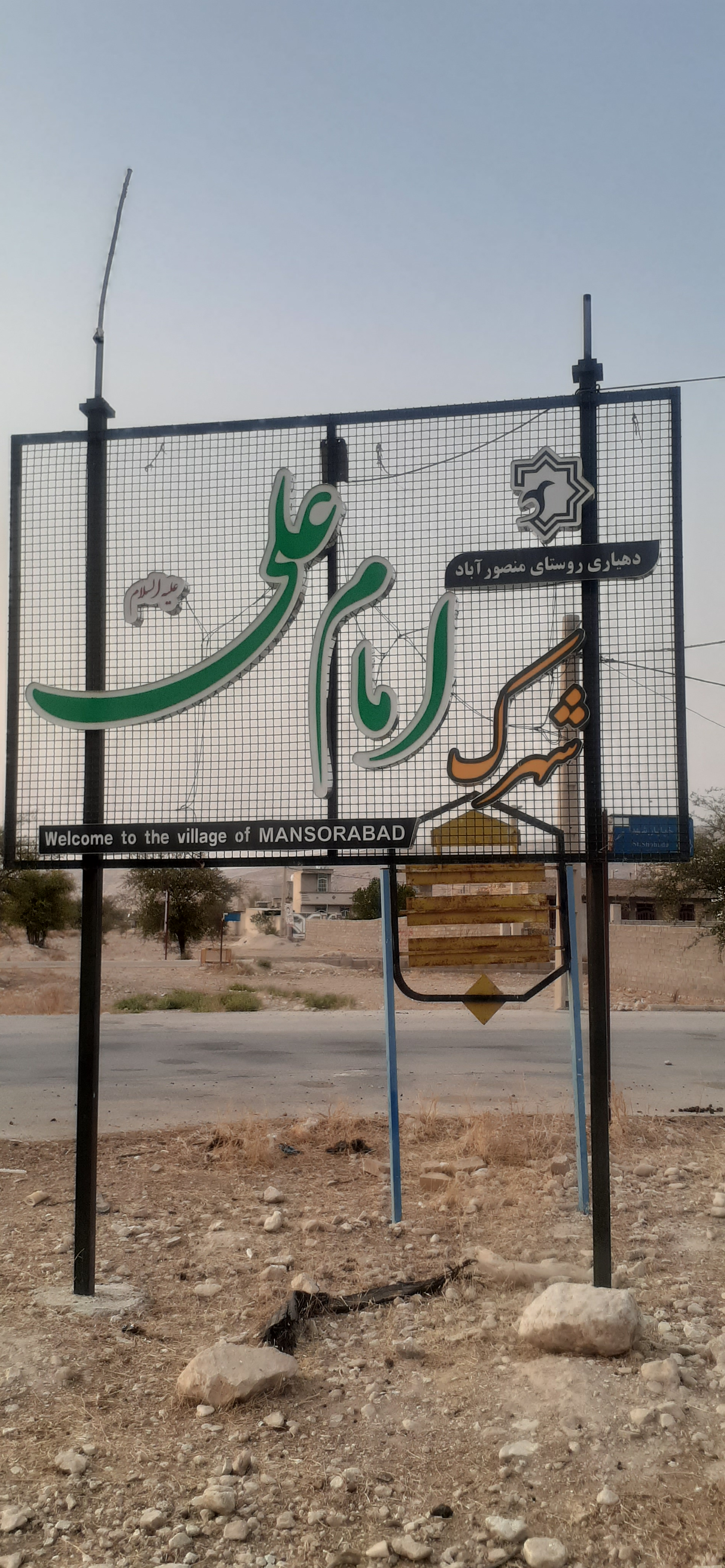